# Comté de Vendôme
vers 900 – 1790
Entités précédentes :
- Royaume de Francie occidentale

Entités suivantes :
- arrondissement de Vendôme (Loir-et-Cher)

Le comté de Vendôme est une ancienne principauté féodale du centre-nord de la France, créée à partir du pagus vindocinensis qui était une subdivision de la cité des Carnutes. Ses comtes furent parmi les principaux vassaux du comté d'Anjou, avant de prêter allégeance définitive au roi de France au début du XIIIe siècle.
Acquis par héritage par la maison capétienne de Bourbon-La Marche, devenue Bourbon-Vendôme, le comté est élevé en duché-pairie en 1515, avant son intégration en 1589 au domaine royal avec le couronnement de Henri IV, duc de Vendôme devenu roi de France et de Navarre.
Entre 1598 et 1712, le duché est concédé en apanage au premier fils (légitimé) de Henri IV, César de Vendôme, qui le transmit jusqu'à son petit-fils, Louis Joseph de Vendôme.
En 1790, le comté de Vendôme a été réuni au comté de Blois et une partie du Berry pour former le département du Loir-et-Cher, dont l'arrondissement de Vendôme et le Vendômois représentent le tiers-Nord.

## Composition
Le comté de Vendôme comprenait plusieurs châtellenies rattachement progressivement au comté :
- Savigny, (dans le domaine comtale dès 1090)[1] ,
- Lavardin, (rattaché vers 1130),
- Montoire, (dont les seigneurs deviennent comtes de Vendôme en 1218),
- Trôo, (rattaché au comté vers 1270 par un échange avec le comte d'Anjou)[1],
- Mondoubleau, annexé au comté en 1406,
- Saint-Calais, (rattaché au comté en 1491).

La seigneurie de Beaugency a été un alleu qui passa aux comtes de Blois[Quand ?].
Le comté comportait également une vicomté de Vendôme.
Un acte de 1484, signale que le comté de Vendôme relevait à cette date du duché d'Anjou.

## Histoire

### Dupagus vindocinensisau comté de Vendôme
Le pagus vindocinensis est une subdivision de la cité des Carnutes.
Grégoire de Tours évoque quand à lui les vindocinenses et le castellum de Vendôme La première mention du mot pagus date de la fin du VIIe siècle dans la vie de Saint Leufrid, qui y localise une villa à Selommes.
Ce pagus à des contours territoriaux assez malléables. Il s'étend de par et d'autre du Loir  dans une forme ovale centrée sur Vendôme avec, à partir du XIe siècle une excroissance en gâtine, constitué des paroisses de Prunay, Monthodon et La Ferrière. Ainsi l'influence du pagus vindocinensis s'étend alors sur une soixantaine de paroisses.

### Le comté desBouchardides
Les années qui suivent la mort d'Hugues le Grand et la minorité du futur Hugues Capet voient monter la puissance de plusieurs voisins, les comtes d'Anjou et de Blois. Ce dernier s'empare de Châteaudun et de Chartres, prennant le Vendômois en tenaille.
Le comté est alors dans les mains des Bouchardides, dont Bouchard le Vénérable est le premier à est bien discernable, il est un proche d'Hugues Capet qui le fait comte de Paris et de Corbeil. Bouchard tient en vendômois, outre Vendôme, probablement déjà Lavardin et Montoire.
Bouchard Ier le Vénérable entre en rivalité avec les comtes de Blois, Eudes Ier et Eudes II, il est alors soutenu par Hugues Capet. Pour contrecarrer le comte de Blois, Bouchard se rapproche du comte d'Anjou Foulques Nerra, qui épouse sa fille. Mais le renversement d'alliance opéré par Robert le Pieux en épousant la veuve du comte de Blois va largement être défavorable à Bouchard.
Son seul fils et héritier Renaud de Vendôme évêque de Paris, à sa mort en 1005, ne récupère pas le comté de Paris que les Capétiens ne donneront plus, et ne rentre pas en possession de Melun et Corbeil, attestant d'une probable disgrâce suite au renversement d'alliance. Aussi est envisageable la présence de Renaud dans le comté (plus que son père). Ses relations avec son beau-frère Foulques Nerra, et le rivale de son père, le comte de Blois ne sont pas connu. Il instaure une Villa, dite episcopi dans la forêt de Gâtine.

### La mainmise Angevine, et ledéclassementdu comté de Vendôme
Au décès de Renaud vers 1017, le comté reviens à son neveu, Bouchard, fils de sa nièce Adèle et de Bodon de Nevers. Celui-ci étant mineur c'est son grand-père Foulques Nerra, le comte d'Anjou qui en a la garde. Cette période va voire divers abus de la part de l'Angevin, qui va notamment effectuer des défrichement illégaux en forêt de Gâtine, et distribuer des terres à des Angevins, comme à Hamelin de Langeais (ancêtre des sires de Montoire) qui reçoit la Villa episcopi (aujourd'hui Prunay, fondation de Renaud, marquant ainsi un morcellement de l'honor comtal. Foulques Nerra est peut-être à l'origine de la tour maîtresse de Vendôme, matérialisant ainsi son pouvoir sur l'immense territoire qu'il gouverne, des tours lui son attribué avec certitude à Loches, Montbazon et Montrichard.
Lorsque Bouchard II récupère le comté à sa majorité, avant 1030 probablement, il cherche à reconstituer l'honor comtal grâce aux hommes qui avaient connus son oncle, notamment les secrétaires et forestiers, pour ainsi récupérer les biens distribuer par Foulques Nerra.
C'est là que Geoffroy Martel, cherche à s'immiscer dans les affaires du comté, sur lequel il n'a aucun droit puisqu'il n'est que le demi-frère d'Adèle, fille ainée de Foulques Nerra. Cet intérêt s'explique par le fait que Geoffroy est impatient de récupérer le comté d'Anjou, mais que son père tient toujours. Il va alors, vers 1031-1032 effectuer une demande au près du roi Henri Ier, pour pouvoir s'interposer seigneur de Bouchard II, entre celui-ci et le roi, soit faire de lui le suzerain du vendômois. Cela déclasse le comté de Vendôme dans un second ordre, celui-ci ne dépendant ainsi plus directement des Capétien, mais des Angevins. Cela se produit dans un contexte  difficile pour le début de règne du roi Capétien, expliquant la facilité de se déclassement.
À la mort de Bouchard II en 1028 c'est son frère Foulques l'Oison qui lui succède. Il est alors dans une situation difficile, sa mère, veuve, réclame ses droit sur le comté et la suzeraineté angevine n'arrange rien. L'honor comtal est alors divisé entre mère et fils, mais la relation s'avère conflictuelle, alors Adèle de Vendôme-Anjou décide de vendre sa part à son frère Geoffroy Martel, et porte plainte contre son fils devant Geoffroy, elle souhaite le priver de son honor.
Foulques tente alors de reprendre l'entièreté du comté, en faisant fi des avertissement de son oncle, il construit des fortifications contre lui et attaque la parti de l'honor que Geoffroy à récupéré, provoquant ainsi de graves troubles. Geoffroy Martel prend alors possession du comté par commise.
Geoffroy Martel va effectuer de probable travaux dans le château de Vendôme et y fonde la collégiale Saint-Georges. Ainsi que dans la ville, l'abbaye de la Trinité vers 1040.
À partir des années 1030 son attesté des châteaux de seconde génération, plus "privés" que les anciens selon la formule de D. Barthélemy, à Lavardin et Montoire. Ces châtellenies ont a leurs têtes des seigneurs respectifs, Salomon pour Lavardin et Nihard pour Montoire. Ces deux seigneurs sont les vassaux de Geoffroy.
Foulques l'Oison se mit alors au service du roi Henri Ier jusqu'à ce que celui-ci intercède en sa faveur et demande à Geoffroy de lui restituer le comté. Geoffroy rend alors la moitié de l'honor comtal en 1052. Foulques l'Oison récupéra la totalité en 1058, à cette date Geoffroy Martel est en fin de vit et il n'a pas d'enfant, et sa place au près du roi est suffisamment importante, pour qu'il envisage de se retirer du comté et de le laisser à son neveu. Tout en conservant cependant la suzeraineté Angevine sur le comté, ainsi qu'en ayant donné de nombreuses terres du domaine comtale à l'abbaye de la Trinité de Vendôme qu'il avait fondé. Foulques retrouve donc un honor grandemnt diminué et sous domination angevine, avec un nouveau pouvoir qui lui fait face : l'abbaye de la Trinité, au seins même de sa ville.
Lorsque Geoffroy Martel rend le comté à son neveu Foulques l'Oison, celui-ci est moins puissant et moins important que son oncle, cela va favorisée l'affirmation des châtellenies de Lavardin et Montoire face au pouvoir comtale, gagnant ainsi en autonomie vers les années 1060-1070. Cette affirmation d'autonomie se caractérise par la construction d'un domicilium de pierre à Lavardin, et d'un premier donjon à Montoire'''.
Les cent ans qui suivent seront marqués à l'intérieur par des luttes incessantes avec l'abbaye de la Trinité et à l'extérieur par des guerres contre les seigneurs d'Amboise et les comtes de Blois sur le contrôle de Mondoubleau.

### Le comté de Vendôme dans les guerres entrePlantagenêtetCapétien
Henri II Plantagenêt, comte d'Anjou et duc de Normandie par héritage, épouse en 1152 Aliénor d'Aquitaine, qui lui apporte l'Aquitaine et le Poitou. En 1154, il est roi d'Angleterre et la guerre entre les rois de France et d'Angleterre ne tarde pas à se déclarer. Le comte de Vendôme est un des vassaux du roi d'Angleterre, mais parmi ceux-ci, ses terres sont les plus proches de Paris : Vendôme sera plusieurs fois assiégée. L'Anglais vaincu, Jean III rendra en 1218 hommage au roi de France.
Quand le roi de France donna l'Anjou en apanage à un de ses fils, c'est à ces comtes capétiens que le comte de Vendôme prêtait hommage. Ils participèrent à leurs expéditions, à Naples, en Sicile, aux croisades en Égypte et à Tunis.
La maison de Montoire s'étant éteinte en 1372, le comté passa aux Bourbon, princes du sang. La baronnie de Mondoubleau, rachetée par Louis Ier de Bourbon-Vendôme en 1406, fut réunie au comté de Vendôme en 1484 par la création royale d’un "comté du
Vendosmois" intégrant officiellement les différentes baronnies au comté. S'y ajoute celle de Saint-Calais en 1491.
le comté est érigé en duché-pairie en 1515.
En 1562, Henri de Bourbon devient duc de Vendôme. Protestant, face à un duché fortement catholique, il doit accepter la fermeture du temple protestant, la nomination d'un gouverneur catholique et voit la ville de Vendôme se rapprocher de plus en plus de la Ligue. En 1589, devenu roi, Henri IV doit conquérir le Vendômois et plusieurs châteaux comme Vendôme et Lavardin seront détruits.
Le Vendômois sera donné en apanage en 1598, reviendra à la Couronne en 1712, sera de nouveau dans l'apanage du comte de Provence de 1772 à 1789.
À la Révolution, il sera inclus dans le département de Loir-et-Cher.

## Armoiries
De France, semé d'abord de fleurs de lis sans nombre (réduites à trois, sous Charles VI) ; cotice de gueules chargée de trois lionceaux d'argent.

Armes des Bourbon-La Marche

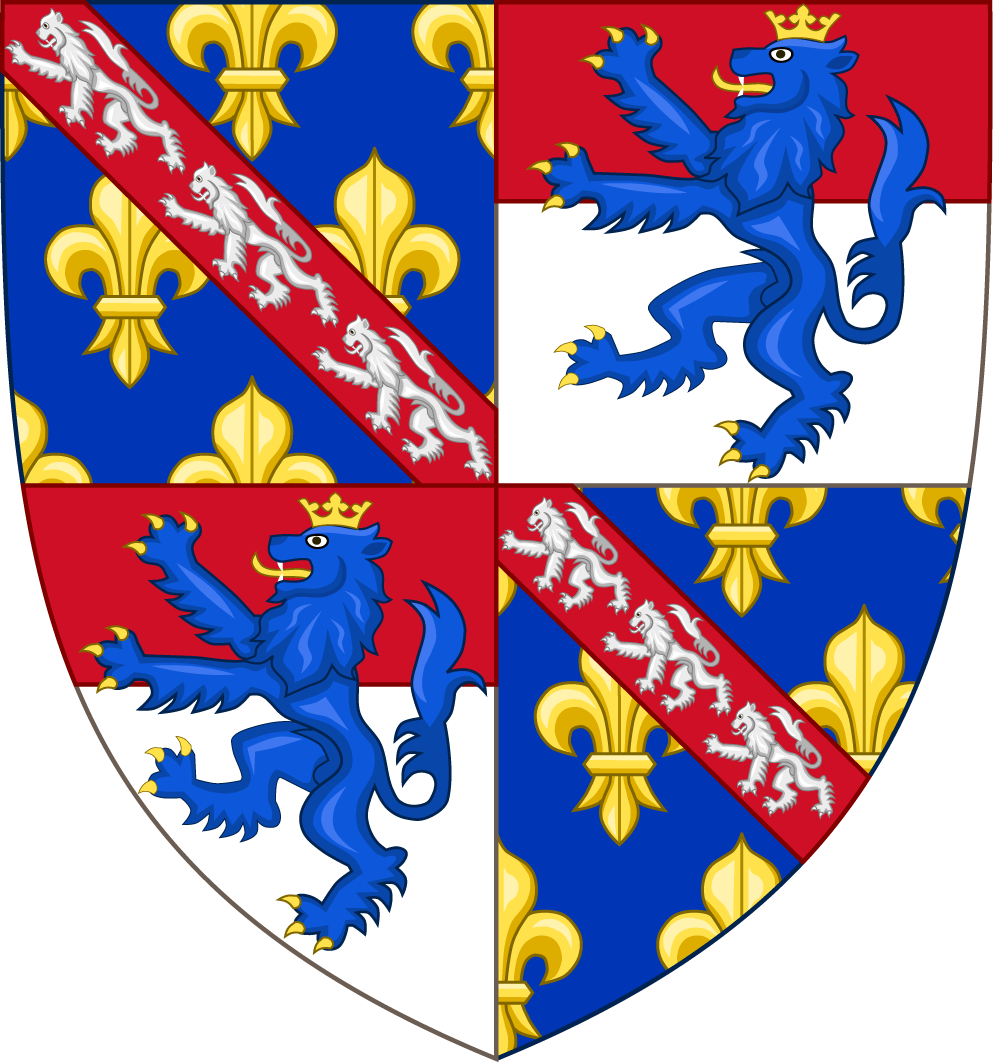
Armes de Bourbon-Vendôme de 1393 à 1438

Armoiries de la maison de Bourbon-Vendôme de 1438 à 1527

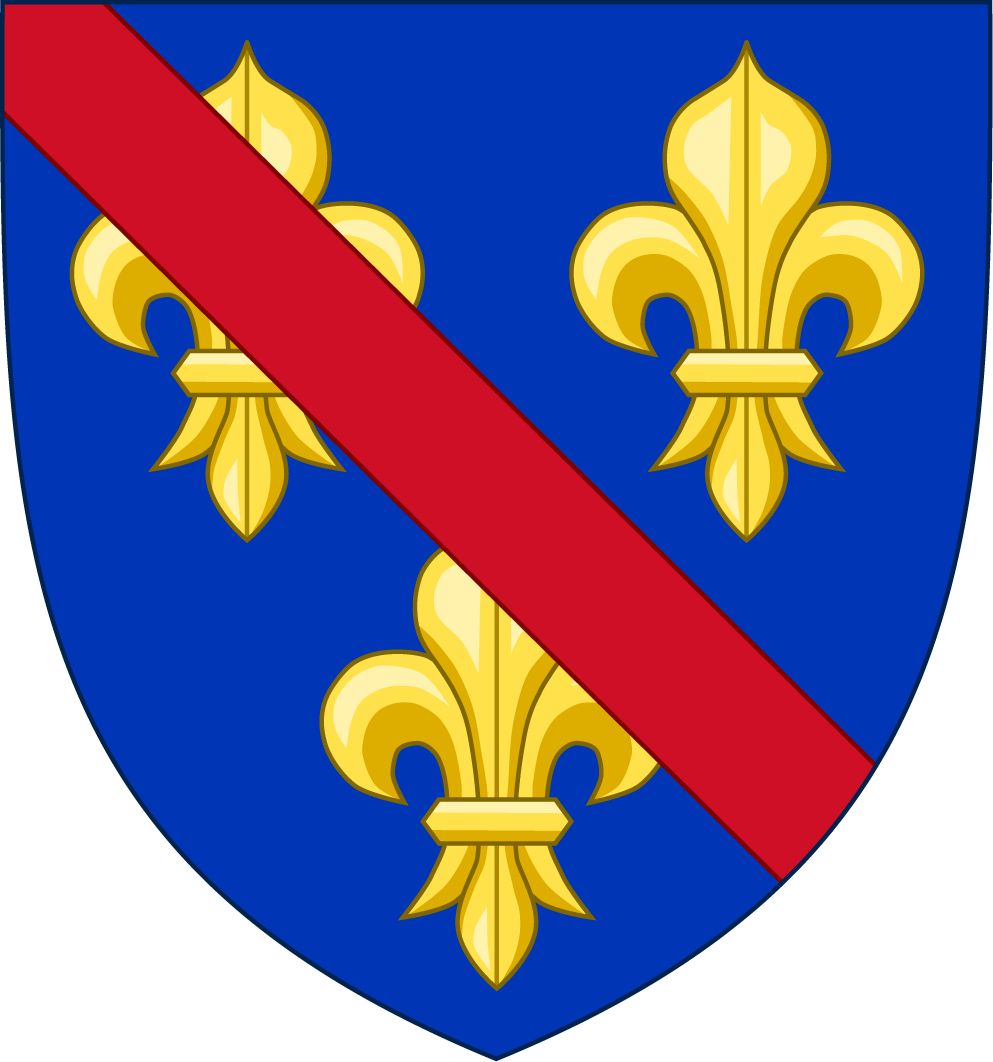
Armoiries pleine de Bourbon, que la maison de Bourbon-Vendôme adopte après la mort du connétable de Bourbon

Armes des bâtards légitimés de Bourbon-Vendôme (1598-1725)